# Haven (Star Trek: The Next Generation)
"Haven" är det elfte avsnittet från den första säsongen av den amerikanska science fiction-serien Star Trek: The Next Generation. Det visades första gången 30 november 1987 i USA och 14 oktober 1995 i Sverige. Avsnittets manus skrevs av Tracy Tormé, baserad på en historia av Tracy Torme och Lan O'Kun, och regisserades av Richard Compton.
I avsnittet är rådgivare Deanna Trois mor Lwaxana Troi (spelad av Majel Barrett) med för första gången i serien. Avsnittets handling kretsar kring Deannas förpliktelser i samband med ett arrangerat bröllop. Under tiden måste Enterprise hantera ett virussmittat rymdskepp som närmar sig paradisplaneten Haven.
Avsnittet markerade det första framträdandet för flera gästskådespelare i The Next Generation, däribland Barrett, Carel Struycken och Armin Shimerman. Tormé gillade inte den slutgiltiga versionen av avsnittet och kritikernas mottagande av avsnittet var blandat, där Barretts prestation fick både beröm och kritik.

## Handling
Federationsskeppet Enterprise anländer till planeten Haven, dit skeppets betazoidrådgivare Deanna Troi har blivit kallad av sin mor Lwaxana. Troi har tidigare ingått ett arrangerat äktenskap med den unge läkaren Wyatt Miller (Robert Knepper). Hans föräldrar har sedan dess sökt upp Lwaxana för att verkställa giftermålet. Efter att Lwaxana och familjen Miller välkomnats ombord på Enterprise, argumenterar föräldrarna om vems kulturella traditioner som ska hedras vid ceremonin. Troi och Wyatt försök att lära känna varandra, men det är svårt, eftersom Troi fortfarande är kär i kommendör William Riker (Jonathan Frakes). Samtidigt har Wyatt drömmar om en annan kvinna som han har förälskat sig i, och han tror till en början att hon är Troi som kommunicerat telepatiskt med honom.
Enterprise får sedan redan på att ett omärkt rymdskepp närmar sig Haven. Kapten Picard (Patrick Stewart) identifierar det som tarelliansk, ett folk som de hade trott utplånades av ett mycket dödlig och smittsamt virus. När de kontaktar skeppet, hittar de ett antal tarellianska flyktingar som är på väg till Haven, i hopp om att hitta en isolerad plats där de kan leva resten av sina liv i fred. Picard meddelar flyktingarna att de inte kan resa till planeten då han fruktar att de kan sprida vidare viruset, och förhindrar det tarellianska skeppet från att resa vidare genom att fånga in det med en dragningsstråle. Wyatt känner igen en av tarellianerna, en kvinna vid namn Ariana (Danitza Kingsley), från sina drömmar och även hon känner igen honom, i vetskap om att de två skulle mötas en dag. Wyatt berättar för doktor Crusher (Gates McFadden) att han kommer att transportera vissa medicinska förnödenheter till tarellianerna, men han transporterar också ombord sig själv på det tarellianska skeppet. Besättningen på Enterprise upptäcker vad han gjort och Wyatts föräldrar kräver att Picard transporterar tillbaka deras son till Enterprise. Men Picard insisterar på att Wyatt inte kan återvända, eftersom han redan har smittats med det tarellianska viruset. Wyatt lovar sina föräldrar, Troi och resten av besättningen att han vet att detta är hans öde och säger att han vill försöka hjälpa till med att oskadliggöra det tarellianska viruset. Wyatt övertygar därefter tarellianerna om att lämna Haven och söka hjälp på annat håll. Picard beordrar att dragningsstrålen ska slås av och låter det tarellianska skeppet lämna systemet.

## Produktion

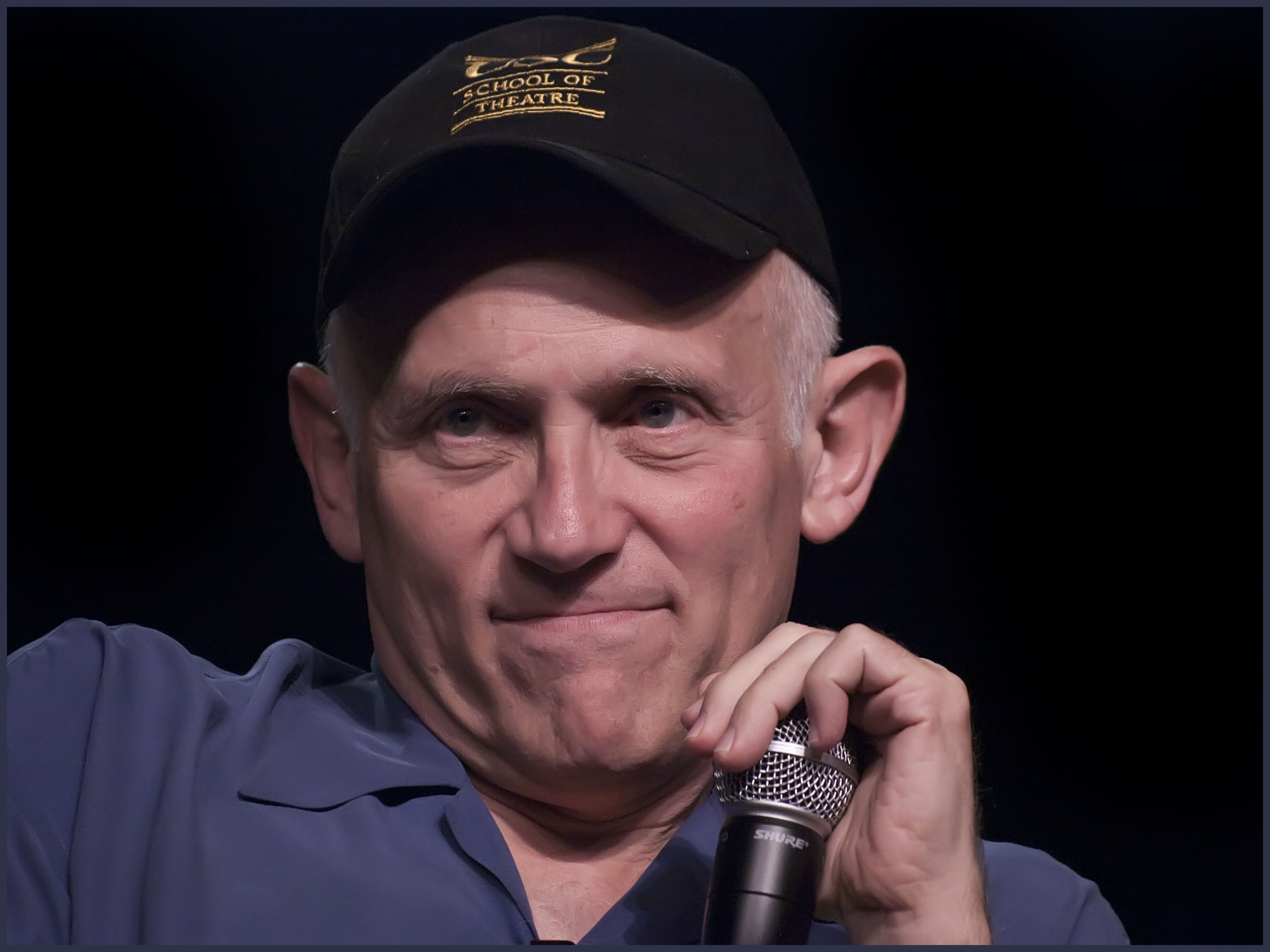
Armin Shimerman gjorde sin Star Trek-debut i "Haven", även om hans senare framträdande i "The Last Outpost" sändes först.

Avsnittets handling hade sitt ursprung från en historia som Lan O'Kun skrivit med titeln "Love Beyond Time and Space". Under en period kallades avsnittet även för "Eye of the Beholder". O'Kuns manus var på väg att tas bort från serien då det överlämnades till Tracy Tormé för att skrivas om. Tormé beskrev senare det som en "no-lose", det vill säga inget att förlora, situation, då han kände att O'Kuns manus var så dåligt att vad som helst kunde bli en förbättring. Tormé ändrade på manuset från O'Kuns seriösa skiss till något mera komiskt, även om han kände att en del av det komiska i avsnittet senare togs bort innan inspelningen startade. Han tyckte inte om det totala resultatet, om vilket han sade: "Jag gillade inte avsnittet särskilt mycket första gången det sändes. Det är fortfarande ett av de avsnitt som jag är minst förtjust i av dem som jag har varit involverad i". På grund av arbetet med avsnittet anställdes Tormé som verkställande manusredaktör.
Avsnittet regisserades av Richard Compton, som tidigare hade medverkat som löjtnant Washburn i avsnittet "The Doomsday Machine" från Star Trek: The Original Series. "Haven" började att spelas in på dagen 24 år efter det att Compton spelade in sina scener i "The Doomsday Machine". Dennis McCarthy skrev musiken för "Haven", som ogillades så starkt av seriens exekutiva producent Rick Berman att McCarthy trodde att han kanske skulle få sparken. "Haven" var det femte avsnittet som spelades in, men sändes som det elfte.
"Haven" markerade det första framträdandet för Majel Barrett i rollen som Lwaxana Troi. Hon hade tidigare medverkat som Number One i det allra första pilotavsnittet för Star Trek, "The Cage", samt som Christine Chapel i Star Trek: The Original Series och filmerna baserade på serien. Hon kom att återkomma till rollen som Lwaxana en gång per säsong under resten av serien. Carel Struycken gjorde sitt första framträdande som Homn, Lwaxanas betjänt, i "Haven" och avsnittet är det enda avsnitt där Homn möter Enterprises besättning där Homn har en replik. Robert Ellenstein medverkade som Steven Miller. Han hade tidigare medverkat som Federationens president i Star Trek IV - Resan hem. "Haven" markerade även det första filmade framträdandet av en annan skådespelare som regelbundet kom att medverka i Star Trek-franchisen, Armin Shimerman, som medverkade som ansiktet till den betazoidska bröllopslådan i detta avsnitt. Detta var Shimermans första filmade medverkan, men hans första sända framträdande var i rollen som ferengin Letek i avsnittet "The Last Outpost". Han medverkade sedan som ferengin Bractor i avsnittet "Peak Performance" från säsong två, innan han än en gång fick en roll som en ferengi, denna gång en huvudroll, som Quark i Star Trek: Deep Space Nine.

## Mottagande
"Haven" sändes från början enligt ett syndikeringsavtal den 30 november 1987 i USA. Flera recensenter såg om avsnittet efter seriens avslut. Huvudrollsinnehavaren Wil Wheaton såg avsnittet för AOL TV i maj 2007. Wheaton sade om avsnittet att "detta kunde ha blivit ett helt fruktansvärt "hagelgevärsbröllop", ett avsnitt lika förutsägbart som trist, men Tracys manus, stött av väldigt bra gästskådespelare och bra agerande från alla inblandade, gör det till ett av de bättre avsnitten i den första säsongen." Han gav avsnittet ett B i betyg. James Hunt från webbsidan Den of Geek, såg avsnittet i november 2012. Samtidigt som Hunt mest var negativt till avsnitt, då han bland annat sade att "Troi-avsnitt tenderar att testa tålamodet hos även de mest hängivna Star Trek-fans", sade han att "Haven" markerade första gången som serien "kanske fullföljde idén om att TNG-avsnitt kan ha en A och en B intrig som sammanfaller fint i slutscenen".
Keith DeCandido recenserade avsnittet för Tor.com i juni 2011. Han beskrev avsnittet som "smärtsamt att se" och som ett där "alla de värsta sci-fi tv-serie klichéerna bevisas". Han kritiserade handlingens omoderna sexistiska värderingar där Troi hade kunnat tvingats att lämna Enterprise för att vara med Wyatt. Han hyllade Majel Baretts medverkan och beskrev henne som "ständigt strålande" och "avsnittets frälsande nåd". Han gav det ett betyg på 3 av 10. Zack Handlen såg avsnittet för The A.V. Club i april 2010. Han beskrev Majel Barrett som "plågsam" och menade att avsnittet var "fullt av lata axelryckningar och halvfärdiga idéer". Han gav avsnittet ett D i betyg.

## Utgivning
Den första utgivningen av "Haven" var på VHS-kassett, som gavs ut den 1 april 1992 i USA och Kanada. Avsnittet inkluderades senare i första säsongens DVD-box, som gavs ut i mars 2002. Det släpptes sedan också som en del av säsong ett på Blu-ray den 24 juli 2012.